# Here I Come
"Here I Come" é uma canção pop escrita por Will Adams, Stacy Ferguson e William Robinson Jr. e produzida por will.i.am para o primeiro álbum de estúdio de Fergie, The Dutchess (2006).
Ela foi utilizada em várias propagandas e apresentações, incluindo uma cena do espisódio do seriado norte-americano Ugly Betty. Ela foi lançada como sendo o sexto single do álbum apenas na Austrália . Foi uma das canções mais adicionadas na programação das rádios da Austrália, sendo que na primeira semana ficou atrás apenas de "Mind Reader" de Silverchair e na segunda semana atrás da canção de Kylie Minogue, "Wow".
O single já está disponível no iTunes Store australiano.

## Desempenho nas paradas
A canção foi a segunda maior estréia (#73) de um single digital na Parada de Singles Digitais ARIA na semana de 28 de Janeiro de 2008. Com isso, o single estreou na posição #40 na Parada de Singles do país.

### Posições
| Top (2008)                         | Melhor posição |
| ---------------------------------- | -------------- |
| Austrália - Parada de Singles ARIA | 22             |
| Estados Unidos - Billboard Hot 100 | 122            |